# A Jihad for Love
A Jihad for Love, anche noto con il titolo In the Name of Allah, è un documentario del 2007 diretto da Parvez Sharma.
Autoprodotto da Sharma stesso con Sandi Simcha DuBowski, regista dell'altrettanto controverso Trembling Before G-d (2001), è il primo documentario al mondo a trattare la coesistenza dell'omosessualità nella religione islamica.

## Produzione
A Jihad for Love è prodotto da Halal Films, in associazione con il Sundance Documentary Fund, Channel 4 Television (UK), ZDF (Germania), Arte (Francia-Germania), Logo (US) e SBS (Australia).
Il documentario è stato girato in 12 paesi diversi e in 9 lingue diverse. Sharma ha condotto interviste in Nord America, Europa, Africa, Asia e Medio Oriente. In paesi come Arabia Saudita, Iran, Iraq, Pakistan, Egitto, Bangladesh, Turchia, Francia, India, Sud Africa, Stati Uniti e Regno Unito. Ha trovato online molte delle persone intervistate, e ha ricevuto migliaia di e-mail.
Il film è uscito per la prima volta al Toronto International Film Festival nel settembre del 2007, e ha suscitato grande scalpore nelle rassegne cinematografiche di tutto il mondo. È stato il film d'apertura per la categoria Panorama Dokumente del Festival del cinema di Berlino nel 2008. È Uscito nelle sale americane il 21 maggio 2008 al IFC Center a New York. Il film è stato proiettato al Frameline Film Festival a San Francisco il 28 giugno 2008, e al Tokyo International Lesbian & Gay Film Festival il 13 luglio 2008.

## Significato del titolo
Il titolo A Jihad for Love si riferisce al concetto islamico di jihād come lotta religiosa. Il film cerca di recuperare il concetto di lotta personale, mentre il termine viene utilizzato nei media occidentali quasi esclusivamente con il significato di "guerra santa" e in riferimento ad atti violenti perpetrati da musulmani estremisti.
Il film ha avuto molti titoli, tra cui quello ufficiale: Nel nome di Allah.
Tra i musulmani, la basmala può essere usata prima di iniziare azioni, discorsi, o scritti. Il suo uso più noto lo si riscontra nella Al-Fātiḥa, la prima sūra del Corano, che inizia con Bismillāhi r-Rahmāni r-Rahīm. Tutte le sure del Corano iniziano con questa frase, ad eccezione della IX.
Il precedente film del produttore DuBowski, Trembling Before G-d, sugli ebrei chassidici e ortodossi, includeva anche il nome di Dio scritto con un trattino, come nella tradizione ebraica. Allah è il nome di Dio nell'Islam, ed è spesso usato tra i musulmani e i monoteisti che risiedono nei paesi musulmani.

## Controversie e problemi
La produzione di questo film non è stata esente da critiche.
Sharma rifiuta di associare l'omosessualità al peccato, ma riconosce la necessità di proteggere la sicurezza e la privacy delle sue fonti, filmandoli in silhouette o con i volti sfocati. In un caso, la famiglia di una donna afghana che ha intervistato "l'avrebbe senza dubbio uccisa" se avesse saputo che era lesbica. In un altro esempio, uno dei co-produttori, un omosessuale egiziano, scelse di non essere elencato nei titoli di coda per paura di possibili conseguenze.
Fu proibita la proiezione del film all'edizione del 2008 del Singapore International Film Festival "per via della natura sensibile del soggetto che mostra gli omosessuali musulmani in diversi paesi e la loro lotta per conciliare la religione e il loro stile di vita", come ha dichiarato Amy Chua, presidentessa del collegio dei censori cinematografici, intervistata da The Straits Times.

## Accoglienza
Il 25 maggio 2008, il sito Rotten Tomatoes riporta che il 90% delle critiche dava al film recensioni positive, su una base di 10 recensioni. Metacritic, invece, ha assegnato al film uno punteggio medio di 55 su 100, sulla base di sei recensioni. Questo significa che le opinioni erano contrastanti.